# Parroquia de Trelawny
La Parroquia de Trelawny es una de las catorce parroquias que forman la organización territorial de Jamaica, se localiza dentro del condado de Cornualles.

## Demografía
La superficie de esta división administrativa abarca una extensión de territorio de unos 874 kilómetros cuadrados. La población de esta parroquia se encuentra compuesta por un total de setenta y cuatro mil personas (según las cifras que arrojaron el censo llevado a cabo en el año 2001). Mientras que su densidad poblacional es de unos ochenta y cinco habitantes por cada kilómetro cuadrado aproximadamente.

## Geografía
Trelawny tiene una superficie de 874 km², convirtiéndola en la quinta parroquia más grande de la isla. La mayor parte del territorio de la parroquia es plano, con extensas llanuras como el Valle Reina de España, a 750 metros sobre el nivel del mar, o el Valle de Windsor a 580 metros sobre el nivel del mar. La mayor parte del sur de Trelawny se localiza a una altitud de alrededor de 750 pies sobre el nivel del mar. El punto más alto en la parroquia es el monte Ayr que está a 3.000 metros sobre el nivel del mar.

## Personas destacadas
Usain Bolt es un atleta jamaicano nacido en Sherwood Content, parroquia de Trelawny, Jamaica, 21 de agosto de 1986, especialista en pruebas de velocidad. Ostenta once títulos mundiales y ocho olímpicos, y posee además los récords mundiales de los 100 y 200 m lisos, y la carrera de relevos 4 x 100 con el equipo jamaicano. Es uno de los siete atletas que en la historia han ganado títulos en las categorías juvenil, junior y absoluta.